# Rodolfo Fierro
Pour les articles homonymes, voir Fierro.
Rodolfo Fierro, né en 27 juillet 1880 à El Fuerte (Sinaloa, Mexique) et mort le 13 octobre 1915 à Nuevo Casas Grandes (Chihuahua, Mexique), est un militaire mexicain qui a participé à la Révolution mexicaine (1910-1920) et considéré comme le bras droit de Pancho Villa.
Tueur téméraire et impitoyable, il était surnommé El Carnicero (Le boucher).

## Biographie
Rodolfo Fierro, après avoir travaillé dans les chemins de fer, rejoint en 1913 la Révolution mexicaine dans laquelle il obtient le grade de  général.
Il a notamment assassiné l'hacendado William Benton, un Anglais, ami personnel de Winston Churchill.[réf. nécessaire]
Entraîné par le poids de l'or qu'il transportait,[Information douteuse] Fierro se noya en traversant une rivière près de Nuevo Casas Grandes.

## Au cinéma et dans la littérature
Dans le film Pancho Villa (1968) de Buzz Kulik, son rôle est tenu par Charles Bronson.
Le roman Les Amis de Pancho Villa, de James Carlos Blake, publié en 1996, est un roman écrit à la première personne, dont le narrateur est Rodolfo Fierro. Le roman, entre vérité historique et narration dramatisée, retrace avec brutalité et humanité les événements de la révolution par les yeux du célèbre révolutionnaire. 